# 43954 Chýnov
43954 Chýnov è un asteroide della fascia principale. Scoperto nel 1997, presenta un'orbita caratterizzata da un semiasse maggiore pari a 2,2727712 UA e da un'eccentricità di 0,0555657, inclinata di 6,95370° rispetto all'eclittica.